# Aristea ecklonii
Aristea ecklonii är en irisväxtart som beskrevs av John Gilbert Baker. Aristea ecklonii ingår i släktet Aristea och familjen irisväxter. Inga underarter finns listade i Catalogue of Life.